# Химический канцерогенез
Химический канцерогенез — сложный многоступенчатый процесс образования опухоли, происходящий под длительным воздействием химических веществ — канцерогенов, в основе которого лежит поражение генов и эпигенетические изменения.
Химические канцерогены ответственны за возникновение до 80-90 % всех злокачественных опухолей человека. Хотя процесс химического канцерогенеза часто разделяют на три стадии — инициацию, стимулирование и прогрессию — количество важных генетических изменений неизвестно.
Большинство «сильных» канцерогенов (например, ДМБА) обладают и инициирующими, и промоторными свойствами, а промоторы, за редкими исключениями, не проявляют канцерогенную активность, если их применять в высоких дозах и достаточно долго. Деление на инициаторы и промоторы в определённой степени соответствует делению канцерогенов на генотоксические и негенотоксические.

## История открытия химического канцерогенеза
В 1775 году доктор Персиваль Потт первым понял, что химический канцерогенез является основой в этиологии рака. Им были описаны причины возникновения рака мошонки у ряда пациентов. Практически все они были трубочистами, это и натолкнуло Потта на мысль о том, что длительный контакт кожи с сажей может приводить к развитию рака.
Примерно через столетие высокая частота рака кожи была выявлена у немецких рабочих, имевших длительный контакт с каменноугольной смолой — основным ингредиентом сажи. Гораздо позже было установлено и доказано экспериментальным путём, что канцерогенными веществами, которые содержатся в каменноугольной смоле и саже являются полициклические ароматические углеводороды (ПАУ).
В 1935 году были проведены многочисленные эксперименты, доказывающие канцерогенную активность у целого ряда азокрасителей.
В 1937 году в опытах на собаках удалось показать, что ароматические амины, в частности 2-нафтиламин, способны вызывать опухоли мочевого пузыря. Высокая частота случаев этого новообразования у рабочих, контактировавших с некоторыми красителями, была показана ещё в XIX веке.

## Генотоксические канцерогены
Соединения этого класса взаимодействуют с компонентами генома клетки, вызывая мутации ДНК. Мутации приводят к изменению свойств продуктов генов, что в конечном итоге вызывает нерегулируемый рост потомков этих клеток. Генотоксические вещества могут быть разделены на 2 группы: прямодействующие канцерогены и непрямые канцерогены — соединения, не канцерогенные в исходной форме, но активирующиеся в клетке под действием соответствующих ферментов.

### Канцерогены прямого действия
Канцерогены прямого действия или прямые канцерогены — это чрезвычайно высокоактивные химические соединения, такие как лактоны, хлорэтиламины, эпоксиды (в частности эпоксибензантрацен). Они способны непосредственно взаимодействовать со структурами клеток и вызывать развитие опухоли. Эти соединения не требуют каких-либо превращений в организме для проявления своего канцерогенного действия.
Электрофильная группа взаимодействует с отрицательно заряженными (нуклеофильными) группами молекулы ДНК, образуя стабильную ковалентную связь. При репликации нуклеотид, связанный с остатком канцерогена, может быть неправильно считан ДНК-полимеразой, что приводит к мутации.

### Канцерогены непрямого действия
Канцерогены непрямого действия являются малореакционноспособными соединениями. Факт включения остатков этих соединений в макромолекулы клетки ставил в тупик исследователей до тех пор, пока в 1956 г. супруги Миллер (J. and E. Miller) не высказали предположения, что эти вещества в процессе метаболизма подвергаются ферментативной активации с образованием высокоактивных электрофильных метаболитов, способных взаимодействовать с нуклеофильными группами ДНК.
К канцерогенам непрямого действия относятся:
- ПАУ и их производные (кроме эпоксидов)
- Ароматические амины и их производные
- Нитрозосоединения
- Афлатоксины

Благодаря низкой химической активности, эти вещества имеют свойства биоаккумуляции, накапливаются в окружающей среде, и поэтому они представляют большую опасность для человека.

## Негенотоксические канцерогены
К негенотоксическим канцерогенам относятся соединения различной химической структуры и различного механизма действия: промоторы двухстадийного канцерогенеза, пестициды, гормоны, волокнистые материалы, прочие соединения (нужно заметить, что и пестициды, и гормоны могут быть промоторами канцерогенеза).
Промоторы вызывают клеточную пролиферацию, тормозят апоптоз, нарушают взаимодействие между клетками (клеточную адгезию).

## Метаболическая активация и реактивность химических канцерогенов

### Связывание канцерогенов макромолекуламиin vivo
Впервые ковалентное взаимодействие химических канцерогенов с белками тканей-мишеней было отмечено ещё середине XX века. Наиболее раннее сообщение о реакции нуклеиновых кислот с алкилирующими агентами in vivo появилось в 1957 г.

## Основные химические канцерогены, их действие на организм и органы-мишени

### Полициклические ароматические углеводороды и их производные
Одни из самых распространённых канцерогенов, многие из них являются довольно сильными. Входят в состав воздуха, воды, сильно загрязняют окружающую среду, имеют свойства биоаккумуляции. Такие соединения, как бенз[a]антрацен, бензпирен и овален, обладают также мутагенными и тератогенными свойствами. В основе практически всех техногенных источников ПАУ лежат термические процессы, связанные со сжиганием и переработкой органического сырья: нефтепродуктов, угля, древесины, мусора, пищи, табака и др.
Наибольшей канцерогенностью обладают вещества, имеющие 4-7 бензольных конденсированных колец. В структуре полициклических ароматических углеводородов выделены зоны, придающие соединению канцерогенную активность, так называемые «бэй»- и «фьорд-области».

#### Канцерогенез и мутагенез, вызываемые ПАУ

##### Теория области «залива» («Bay» theory)
Теория «бэй-области» (области «залива») предполагает, что если диолэпоксиды ПАУ располагаются на угловых бензольных кольцах и при этом эпоксидная группа образует часть «бэй-области» канцерогенного ПАУ, то эти диолэпоксиды должны обладать очень высокой биологической активностью. Впервые теория была высказана в 1980 году.
В последние годы было подтверждено, что теория «бэй-области» является очень удобной для предсказания структур конечных канцерогенов различных ПАУ.

##### Образование аддуктов с ДНК
Методом флюоресцентно-спектрального анализа было показано, что модифицированная бенз(а)пиреном ДНК содержится в количестве 1-105−106 оснований. Был осуществлён химический синтез конечных канцерогенов из ряда ПАУ, в частности дигидродиолэпоксиды бэй-области бенз(а)пирена и бенз(а)антрацена.

### Ароматические амины и амиды
Многие ароматические амины и амиды широко используются при производстве красителей, а также в различных отраслях в быту. Именно поэтому изучение их возможной канцерогенности представляется крайне необходимым. Канцерогенность ароматических аминов (бывших причиной рака мочевого пузыря у рабочих, занятых в производстве красителей) была впервые установлена в конце прошлого века в Германии.
К данной группе относятся следующие соединения:
- 2-Нафтиламин (2-НА);
- 4-аминодифенил;
- Бензидин;
- 2-аминофлюорен;
- 2-ацетиламинофлюорен (ААФ);
- и др.

В настоящее время доказано, что не все ароматические амины являются канцерогенами. Образование канцерогенных метаболитов ароматических аминов происходит лишь при определённом положении аминогруппы в ароматическом кольце. Например, 2-нафтиламин (2-НА) — один из сильнейших канцерогенов для организма человека, тогда как 1-нафтиламин канцерогенной активностью вообще не обладает.

#### Канцерогенное действие ароматических аминов
Ароматические амины принадлежат к той категории канцерогенов, которые обладают резорбтивным действием.

### Нитрозосоединения
По своей опасности для здоровья человека эта категория химических веществ выдвигается на первый план, наряду с повсеместно распространенными полициклическими ароматическими углеводородами. Сейчас известно более 100 канцерогенных нитрозаминов.
Эти агенты являются не только токсичными и канцерогенными, но также тератогенными и мутагенными и могут выраженно влиять на синтез ДНК, РНК и белков. Попытки дать объяснение этим биологическим и биохимическим эффектам концентрировались на механизмах и продуктах их расщепления и последующей их реакции с клеточными компонентами, особенно с макромолекулами. Как и в случае всех других химических канцерогенов, эти эффекты опосредуются электрофильными реакциями с клеточными составляющими, и на этой основе N-нитрозосоединения могут быть разделены на II группы: те, которые продуцируют электрофилы в ходе спонтанного распада (например, нитрозамиды), и те, которые химически более стабильны и требуют метаболической активации для инициации расщепления (как в случае нитрозаминов).
Наиболее изучены алкилирующие реакции нитрозосоединений с нуклеофильными центрами в клеточных макромолекулах, главным образом с нуклеиновыми кислотами. Алкилирование белков также имеет место. Известны данные, что могут алкилироваться и жиры. Реакции, иные чем алкилирование, привлекли сравнительно небольшое внимание, однако в некоторых случаях возможны реакции карбомоилирования и другие.
Многие N-нитрозосоединения столь же мутагенны, как и канцерогенны. Химически нестойкие амидные дериваты, особенно N-метил-N'-нитро-N-нигрозогуанидин, являются очень эффективными мутагенами во всех обычных микробных тест-системах, однако химически более стабильные нитрозамины таковыми не являются. Эти факты могут быть объяснены широко распространенным взглядом, согласно которому нитрозосоединения сами по себе не являются биологически активными, но производят свой эффект через химически реактивные интермедиаты. Последние могут образовываться как с помощью ферментов, так и без них.
Метаболизм нитрозосоединений

Химически стабильные нитрозосоединения разрушаются в организме вскоре после введения, причем метаболизм осуществляется главным образом (хотя и не исключительно) в печени. Связанные с обменом N-нитрозосоединений ферменты имеют те же характеристики, что и хорошо известные группы энзимов (микросомные гидроксилазы), которые ответственны за обмен большинства соединений, чужеродных для организма. Эти реакции уменьшают токсичность веществ и, таким образом, полезны. Но иногда, как в случае с нитрозаминами, имеет место обратное, а именно: продукты расщепления оказываются более токсичными и (или) канцерогенными, чем родительские соединения.

### Металлы
Некоторые металлы, в частности хром, бериллий, никель, кобальт и кадмий обладают генотоксической кацерогенностью. Степень их канцерогенной активности и органы-мишени во многом определяются растворимостью в тканевых жидкостях и путями выведения из организма. Особенно ярко это свойство выражено у шестивалентного хрома. Различие в канцерогенной активности определяется биодоступностью металлопроизводных: наиболее потенциально активные соединения содержат канцерогенные ионы металла, способные легко внедряться в клетки и реагировать с молекулой ДНК.

### Волокнистые и неволокнистые силикаты
Другой тип канцерогенеза связан с воздействием на организм природных и синтетических силикатов. Они различаются по структуре кристаллической решетки, содержанию ионов металлов, но общим является наличие окислов кремния. Канцерогенными свойствами обладают вещества, имеющие волокнистую структуру.